# Йордан Пеев (офицер)
Вижте пояснителната страница за други личности с името Йордан Пеев.
Йордан Тодоров Пеев е български офицер (генерал-майор), началник на Генералния щаб на българската армия в периода 29 януари 1937 – 10 октомври 1938 г.

## Биография
Йордан Пеев е роден на 28 януари 1884 г. в Тулча. Има бесарабски и добруджански корени. Баща му е търговец и виден общественик, а баба му Неда е първата българска учителка в Северна Добруджа. След смъртта на баща си се премества в Шумен, при вуйчо си, където завършва гимназия. Вуйчо му – Атанас Краев е дългогодишен депутат и подпредседател на Народното събрание. След завършване на гимназията работи като учител в село Априлово, Поповско. След това постъпва във военното училище в София. Завършва с 28-ия випуск през 1908 г., като на 17 февруари е произведен в чин подпоручик и зачислен в 7-и пехотен полк.
На 19 февруари 1911 г. е произведен в чин поручик и назначен за командир на рота в 21-ви пехотен полк. След това следва в Николаевската генералщабна академия в Санкт-Петербург, Русия, която завършва през 1914 г.

### Балкански войни (1912 – 1913)
По време на Балканската (1912 – 1913) и Междусъюзническата война (1913) поема командването на рота в 1-ви пехотен полк и се проявява в сражението при Селиолу. На 18 май 1914 г. е произведен в чин капитан.
През 1915 г. и командир на рота в 21-ви пехотен полк, а от септември същата година е офицер за поръчки в щаба на 2-ра пехотна дивизия.

### Първа световна война (1915 – 1918)
На 28 януари 1917 г. е назначен за командир на рота, после на дружина в 43-ти пехотен полк. На 20 август 1917 е назначен за помощник-началник на Оперативната секция в Щаба на действащата армия, а на 6 декември 1917 – за началник на Оперативната секция в Щаба на действащата армия. През 1918 г. е произведен в чин майор, а на 12 октомври 1918 г. е върнат на длъжността помощник-началник на Оперативната секция в Щаба на действащата армия.
През 1919 г. изкарва допълнителен курс към Военната академия в София, след което преподава във Военното училище. През 1921 г. е помощник-председател на Военноисторическата комисия при Щаба на армията и главен редактор на военните издания. Главен редактор е на списанията „Военен журнал“ (за чието възстановяване помага), „Български воин“ (което се създава по негова идея) и „Съвременна пехота“.
На 12 октомври 1922 г. е назначен за началник на секция в Щаба на армията, а на 30 януари 1923 г. е произведен в чин подполковник. На 12 октомври 1924 г. е назначен за командир на 12-а пехотна дружина. От 28 декември 1927 г. преподава във Военното училище. На 26 март 1928 г. е произведен в чин полковник.
На 1 април 1931 г. полковник Пеев е назначен за началник на пехотното отделение в Школата за ротни, батарейни и ескадронни командири, след което е началник на пехотната школа в Търново. На 18 май 1934 г. е назначен за инспектор в Щаба на жандармерията, на 21 май 1934 г. за флигел-адютант в Свитата на царя, след което е началник на Военната академия.
На 23 октомври 1935 г. е назначен за командир на 5-а пехотна дунавска дивизия, а през 1936 г. е произведен в чин генерал-майор, след което от 23 април същата година е началник на отдел в Щаба на армията, след което председател на съвета при Военноиздателския фонд, началник на ВУЗ и помощник-началник на Щаба на армията. На 17 октомври 1936 г. е назначен за инспектор на Пограничната стража.
На 9 януари 1937 г. е назначен за началник на Щаба на армията, която длъжност заема до смъртта си.
Йордан Пеев е убит на 10 октомври 1938 в центъра на София, около 15 часа на тротоара пред министерството на правосъдието, на десетина крачки от улица „Бенковски“. Заедно с него е убит майор Димитър Стоянов, а нападателят се прострелва в главата и умира няколко часа по-късно. Убиецът е Стоил Киров, психически неуравновесен безработен, лежал в затвора за убийство, който според официалната версия действа самостоятелно и без политически мотиви, като има за цел да убие известна личност преди смъртта си. Съвременни изследователи сочат като възможна и дори вероятна хипотезата, убийството да е организирано от ВМРО, и го свързват със сключеното дни преди това Мюнхенско споразумение. Непосредствено след убийството правителството предприема репресивни мерки срещу опозицията, интернирайки десетки видни дейци на „Звено“ и БЗНС - Пладне и протогеровисти.

## Военни звания
- Подпоручик (17 февруари 1908)
- Поручик (19 февруари 1911)
- Капитан (18 май 1914)
- Майор (1918)
- Подполковник (32 януари 1923)
- Полковник (26 март 1928)
- Генерал-майор (1936)

## Награди
- Орден „За храброст“ IV степен, 1-ви и 2-ри клас
- Орден „Св. Александър“ III степен без мечове и V степен с мечове по средата
- Орден „За военна заслуга“ IV степен
- Орден „За заслуга“ на военна лента